# Abtei Cava de’ Tirreni

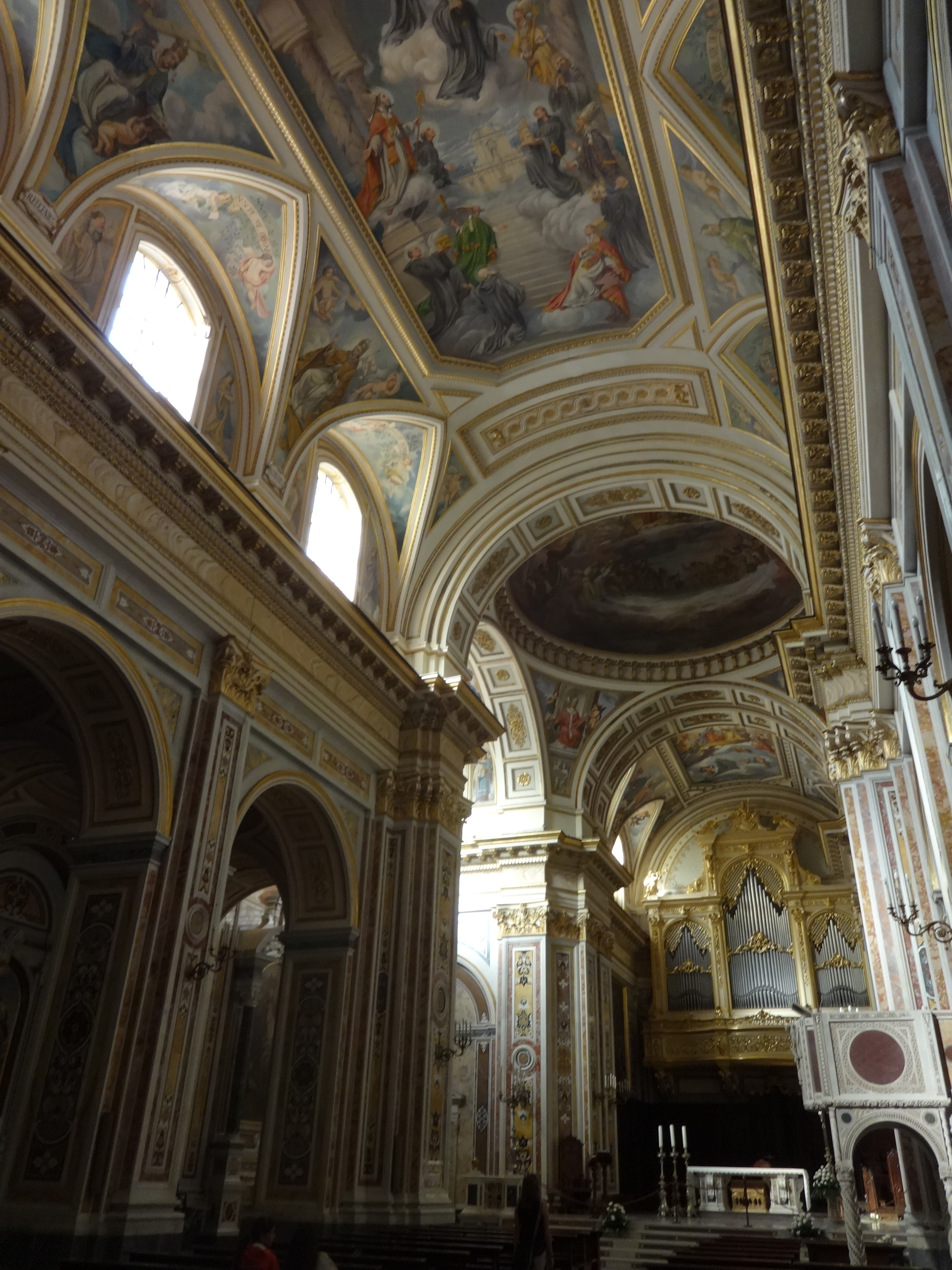
Inneres der Kirche

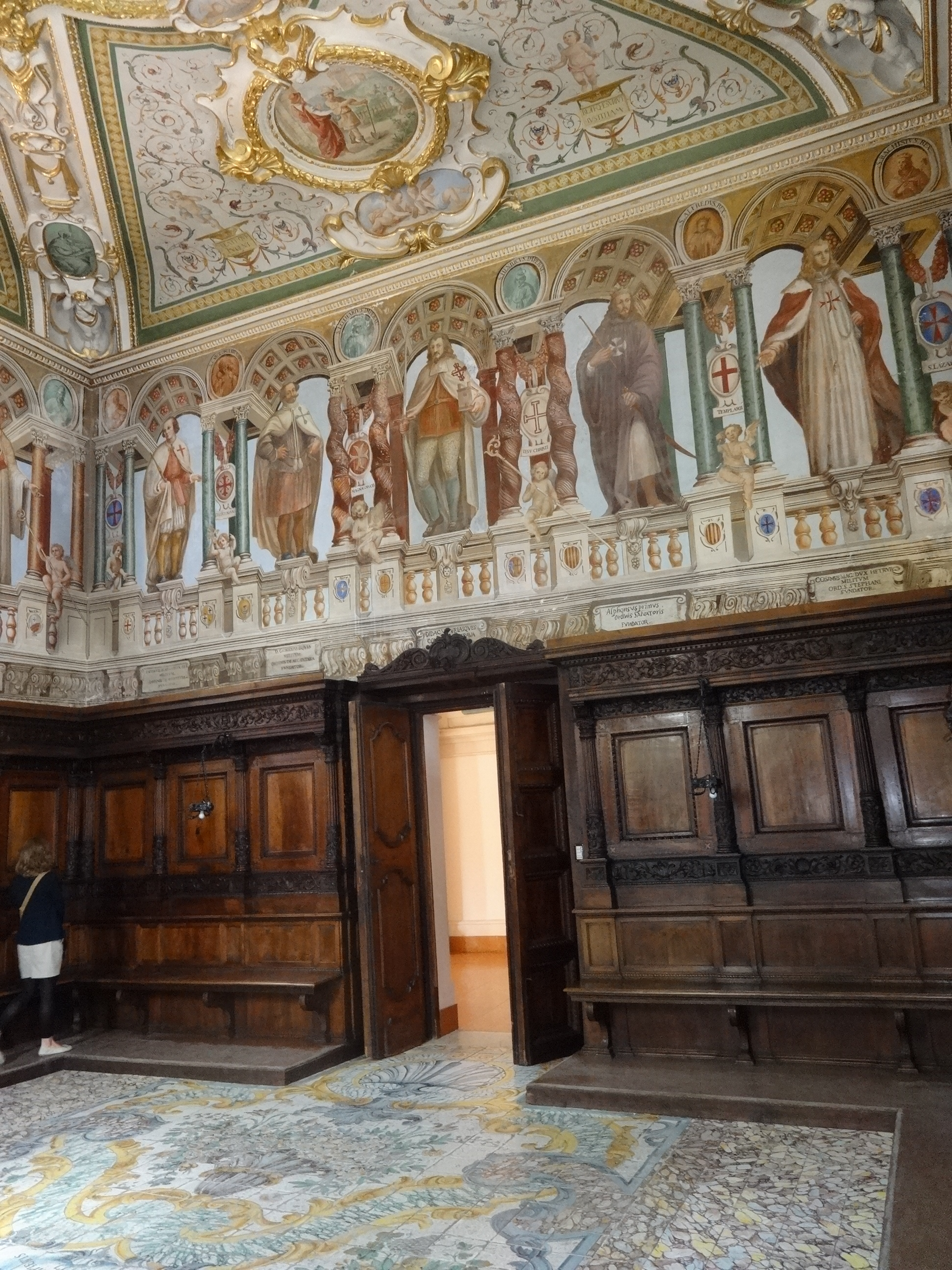
Sakristei

Die Territorialabtei zur heiligsten Dreifaltigkeit von Cava de’ Tirreni (lateinisch Abbatia Territorialis Sanctissimae Trinitatis Cavensis, italienisch Abbazia territoriale della Santissima Trinità di Cava de’ Tirreni) ist eine exemte Benediktinerabtei in Kampanien in der Provinz Salerno. Sie ist auch unter dem Namen Badia di Cava geläufig, da sie unterhalb einer Grotte liegt.
Das Kloster liegt auf einem Hügel etwa drei Kilometer von der Stadt Cava de’ Tirreni entfernt, für die die Abtei der Ausgangspunkt der Entwicklung war, und nicht weit von der Amalfiküste.

## Geschichte
Die Abtei wurde um 1020 von dem salernitanische Adeligen Alferio Pappacarbone gegründet. Er war ein in der Abtei Cluny ausgebildeter Langobarde, der sich 1011 zu einem Eremitenleben unterhalb der Grotte Arsiccia zurückzog. Sein heiligmäßes Leben zog zahlreiche Schüler an, die ein kleines Kloster bauten, den Kern der heutigen Abtei. Der Hl. Alferio starb in hohem Alter am 12. April 1050.
Die ersten vier Äbte von Santissima Trinità sind von der Kirche als Heilige anerkannt worden (Alferio, Leone, Pietro und Costabile), andere wurden seliggesprochen (Simeone, Falcone, Marino, Benincasa, Pietro II., Balsamo, Leonardo, Leone II.).
Unter ihnen ist San Pietro I., ein Neffe des Alferio, hervorzuheben, der das Kloster sehr ausweitete und einen starken monastischen Klosterverband begründete, den Ordo Cavensis, der sich über ganz Süditalien ausbreitete. Die Ausbreitung wurde von den Fürsten von Salerno unterstützt. San Pietro nahm mehr als 3000 Mönche in die Gemeinschaft auf. Papst Urban II., der San Pietro in Cluny kennengelernt hatte, besuchte 1092 die Abtei und weihte die Basilika. Bereits seit 1100 erhielt das Kloster endgültig die Exemtion von der bischöflichen Gewalt.
Fürsten und Adelige schenkten der Abtei umfangreiche Rechte, Güter sowie Patronatsrechte an vielen Kirchen und Klöstern. Die Päpste bestätigten die Schenkungen und 1394 erhob Bonifaz IX. das bereits exemte Benediktinerkloster  zum Abteibistum. Dabei verlieh der Pontifex der Siedlung um das Kloster den Titel einer Stadt, deren Territorium zum Gebiet der neuen Diözese wurde. Der Abtbischof von Cava hatte im Kloster zu residieren, die Abteikirche fungiert seither als Kathedrale. Die Mönchsgemeinschaft bildete das Kapitel der Bischofskirche.
Dennoch erlebte das Kloster im 14.–15. Jahrhundert einen Niedergang und wurde wie viele andere Klöster von Kommendataräbten geleitet.
1426 wurde Mons. Angelotto Fosco, nachmaliger Kardinal, der erste Kommendatarabt, der Kloster und Abteibistum regierte.
Der letzte Kommendatarabt übertrug die Abtei um 1500 der Kongregation der Heiligen Justina von Padua. Die Reformen setzen an die Spitze der Abtei nicht mehr einen Bischof oder Kardinal, sondern ein zeitlich befristetes Abtsamt. Das geistige Leben der Abtei blühte seit dem 16. Jahrhundert wieder auf und die Kirche wurde auch architektonisch renoviert. Abt Giulio De Palma ließ Kirche, Seminar, Noviziat und andere Teile des Klosters neu errichten.
Die Abtei wurde unter Napoleon aufgehoben, wobei Abt Carlo Mazzacane größere Schäden verhindern konnte. Die 25 Mönche blieben auf dem Gelände unter seiner Leitung ansässig. Mit der Restauration nach dem Fall Napoleons wurde die Abtei wieder dem geistlichen Leben zugeführt. Die Klostergemeinschaft beteiligte sich im 19. Jahrhundert an der Gründung einer Benediktinerniederlassung in Australien, der Abtei New Norcia.
Mit der Aufhebung der Klöster durch das Gesetz vom 7. Juli 1867 wurde die Abtei zum „Monumento Nazionale“ erklärt und der Mönchsgemeinschaft anvertraut, die Zerstörungen durch die Aufhebung verhindern konnten.
Die heutige Territorialabtei (Abteibistum) umfasst vier Pfarreien und die Kirchen Maria Santissima Avvocata oberhalb von Maiori, Avvocatella in San Cesareo und San Vincenzo Ferreri in Dragonea.
Das berühmte Klosterarchiv enthält etwa 15000 Urkunden seit dem 8. Jahrhundert. Die Bibliothek verwahrt viele bedeutende Handschriften und Inkunabeln und gehört zu den bedeutendsten kulturellen Einrichtungen Süditaliens. Die Annales Cavenses sind Annalen, die den Zeitraum von 569 bis 1318 abdecken; erstmals herausgegeben wurden sie 1839 von Georg Heinrich Pertz.

## Internat und Schule
1867 wurde im Kloster ein Internat (das Collegio „San Benedetto“) mit einer Schule eingerichtet. Das Liceo Classico ist seit 1894 den staatlichen Schulen gleichgestellt und steht auch Heimschläfern offen. Seit 1985 kann die Schule auch von Frauen besucht werden.

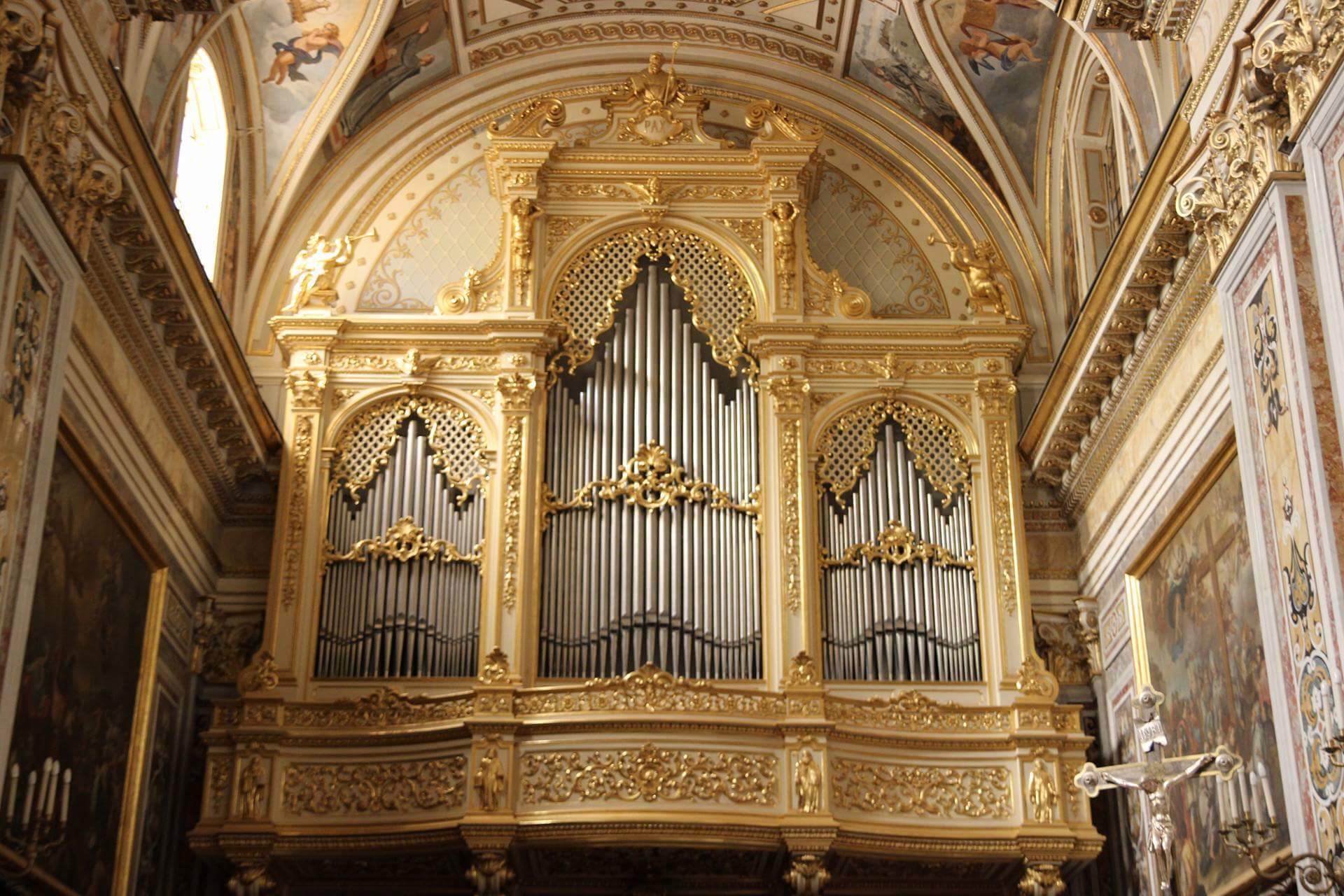
Orgel der Abteikirche von Cava de’Tirreni